# Fritz Love My Tits
"Fritz Love My Tits" es una canción grabada por el grupo de Eurodance Alemán,  E-Rotic. Salió al mercado en mayo de 1996 como el tercer sencillo de su segundo álbum The Power of Sex. El sencillo alcanzó el número 1 en la República Checa. También fue un éxito en Austria y Finlandia, donde alcanzó el puesto 16 y el número 2, respectivamente. Finalmente alcanzó el puesto 28 en Alemania y el 35 en Suiza.

## Video musical
El vídeo musical de "Fritz Love My Tits" fue Dirigido por el reconocido Zoran Bihać. El video consiste en un pequeño viajero espacial llamado Fritz que vuela por el espacio en su patineta equipada con una pantalla de televisión, donde ve a una mujer espacial rubia gigante, en topless, con seis brazos, vestida solo con un tanga verde y tacones de plataforma verdes (como se muestra en la portada del album El poder del sexo) en la pantalla, de quien se enamora y decide encontrarla. Más tarde, Fritz ve en su pantalla que la mujer espacial fue secuestrada en una nave espacial con forma de pecho azul y decide salvarla. Más tarde, Fritz aterriza en la nave espacial y descubre que la mujer espacial fue secuestrada por un villano malvado llamado Max, un extraterrestre negro, que secuestra a mujeres en toda la galaxia y las ata a una plataforma para usar sus senos como si tuvieran forma de senos. torpedos como misiles para atacar el planeta Tierra. Fritz hace todo lo posible para luchar contra el villano y salvar a las mujeres del espacio, pero falla cuando Max se traga a Fritz y lo escupe a la Tierra. Más tarde, Max ata a las gigantescas mujeres espaciales. Pero la mujer logra escapar. La mujer del espacio se va volando e intenta encontrar al protagonista en el planeta Tierra en una ciudad urbana mientras Fritz sueña despierto. La mujer del espacio despierta a Fritz y lo saca de su apartamento. Más tarde, Max llega cerca del planeta Tierra, donde residen Fritz y la mujer espacial. Fritz coloca dinamita en su patineta flotante y vuela hasta la nave espacial azul de Max y logra explotar tanto a Max como a la nave espacial azul. Finalmente, Fritz regresa a la Tierra para aterrizar sobre los pechos de la mujer espacial mientras fuma un cigarro.

## Listados de seguimiento
CD maxi - Europa
1. "Fritz Love My Tits" (edición de radio) - 4:07
2. "Fritz Love My Tits" (versión extendida) - 5:42
3. "Fritz Love My Tits" (versión club) - 5:37

CD maxi - Remezclas europeas
1. "Fritz Love My Tits" (The Dance Remix) - 4:43
2. "Fritz Love My Tits" (The House Remix) - 4:33
3. "Fritz Love My Tits" (The Trance Remix) - 6:29

## Créditos
- Escrito por David Brandes y John O'Flynn
- Compuesto por David Brandes y John O'Flynn
- Con arreglos de Domenico Livrano, Felix J. Gauder y David Brandes, en Bros Studios / Rüssmann Studios / Why Headroom
- Producida por David Brandes, Felix J. Gauder y John O'Flynn
- Publicado por Cosima Music

## Charts
| Chart (1996)                         | Posición más alta |
| ------------------------------------ | ----------------- |
| Austria (Ö3 Austria Top 40)          | dieciséis         |
| República Checa (IFPI CR)            | 1                 |
| Europa (Eurochart Hot 100)           | 64                |
| Finlandia (Suomen virallinen lista)  | 2                 |
| Alemania (Listas oficiales alemanas) | 28                |
| Suiza (Schweizer Hitparade)          | 35                |